# Jaime Castrillo
Jaime Castrillo Zapater (Jaca, provincia de Huesca, 13 de marzo de 1996) es un ciclista profesional español.

## Trayectoria
Destacó como amateur ganando el campeonato de España en contrarreloj sub-23 en 2017. Debutó como profesional con el equipo Movistar Team en 2018. Dos años después fichó por el Equipo Kern Pharma. Con ellos compitió durante tres temporadas antes de poner fin a su carrera en 2022. Sin embargo, en agosto de 2024 regresó al profesionalismo después de fichar por el Sabgal Anicolor portugués hasta final de año.

## Palmarés
- No ha conseguido ninguna victoria como profesional.

## Equipos
- Movistar Team (2018-2019)
- Equipo Kern Pharma (2020-2022)
- Sabgal Anicolor (2024)[7]